# C12H14
化学式C12H14（摩尔质量：158.24 g/mol，不饱和度为6）可指：
- 4-叔丁基苯乙炔，CAS号：772-38-3
- 1,4-二异丙烯基苯，CAS号：1605-18-1

|  | 这个同类索引页列出了具有相同分子式的化学物（即同分異構體）条目。 除非您是有意链接至本页，否则应将相应条目的内部链接指向正确的条目。 |